# Іствілл (Вірджинія)
Іствілл (англ. Eastville) — місто (англ. town) в США, в окрузі Нортгемптон штату Вірджинія. Населення — 300 осіб (2020).

## Географія
Іствілл розташований за координатами 37°21′4″ пн. ш. 75°56′28″ зх. д. / 37.35111° пн. ш. 75.94111° зх. д. (37.351139, -75.941004).  За даними Бюро перепису населення США в 2010 році місто мало площу 0,49 км², уся площа — суходіл. В 2017 році площа становила 0,61 км², уся площа — суходіл.

## Демографія
Згідно з переписом 2010 року, у місті мешкало 305 осіб у 69 домогосподарствах у складі 46 родин. Густота населення становила 619 осіб/км².  Було 79 помешкань (160/км²).
Расовий склад населення:
| - 57,0 % — білих - 39,7 % — чорних або афроамериканців - 0,7 % — азіатів - 1,3 % — осіб інших рас |

До двох чи більше рас належало 1,3 %. Частка іспаномовних становила 5,6 % від усіх жителів.
За віковим діапазоном населення розподілялося таким чином: 10,2 % — особи молодші 18 років, 77,7 % — особи у віці 18—64 років, 12,1 % — особи у віці 65 років та старші. Медіана віку мешканця становила 37,4 року. На 100 осіб жіночої статі у місті припадало 221,1 чоловіків;  на 100 жінок у віці від 18 років та старших — 242,5 чоловіків також старших 18 років.
Середній дохід на одне домашнє господарство  становив 74 738 доларів США (медіана — 50 179), а середній дохід на одну сім'ю — 87 536 доларів (медіана — 60 625). За межею бідності перебувало 12,6 % осіб, у тому числі 43,3 % дітей у віці до 18 років та 6,8 % осіб у віці 65 років та старших.
Цивільне працевлаштоване населення становило 83 особи. Основні галузі зайнятості: освіта, охорона здоров'я та соціальна допомога — 21,7 %, роздрібна торгівля — 14,5 %, сільське господарство, лісництво, риболовля — 13,3 %.